# (30296) Bricehuang
(30296) Bricehuang est un astéroïde de la ceinture principale.

## Description
(30296) Bricehuang est un astéroïde de la ceinture principale. Il fut découvert le 27 avril 2000 à Socorro (Nouveau-Mexique) par le projet LINEAR. Il présente une orbite caractérisée par un demi-grand axe de 2,63 UA, une excentricité de 0,07 et une inclinaison de 9,7° par rapport à l'écliptique.

## Compléments